# 今宵、銀河を杯にして
『今宵、銀河を杯にして』（こよい、ぎんがをはいにして）は、神林長平によるSF小説。1985年5月から1986年8月まで断続的に、「SFアドベンチャー」に連載された。単行本は、1987年5月に徳間書店からハードカバー版が、1995年7月にハヤカワ文庫から文庫版が発売されている。同じ作者の作品で、背景設定やテーマが類似している『戦闘妖精・雪風』と比較される事も多く、「陽気な雪風」と評された事もある。

## ストーリー
数千年後の未来、地球の士官学校を卒業したカレブ・シャーマン少尉は、人類と異星体「バシアン」が勢力争いを繰り広げている惑星ドーピアに展開するドーピア平和維持支援軍に入隊。ドーピアの土を踏んだ彼は、第721装甲騎兵連隊・第48装甲騎兵中隊・第4突撃小隊に所属する戦車「マヘルシャラルハシバズ」（以下「マヘル」）に車長として着任する。
しかし、マヘルはかつて第721連隊の指令コンピューターを発狂させた事もあるトラブルメーカーであり、その乗員であるアムジ・アイラ一等兵とクアッシュ・ミンゴ二等兵は、戦車兵としての能力と悪運の強さは一流だが、常にいかにしてサボり、いかにして身の危険を回避するかという事に専念する問題児だった。
バシアンやドーピアの原住生物アコマディアン、ドールロイドゲリラなどとの数度の実戦を経験したシャーマン少尉は、地球の常識が通用しないドーピアの様々な現象を目の当たりにし、二人の部下に感化されながらも、ドーピアを支配する原理を見極めるべく、オーソリアンが残した古代遺跡グランパートを目指して二人の部下と共にマヘルを発進させる。

## 登場人物
カレブ・シャーマン
地球の宇宙平和維持支援軍士官学校を好成績で卒業したエリート。ドーピア平和維持支援軍に入隊し、マヘルの4代目車長となる。階級は少尉。ドーピアにおける人類とバシアンの戦争は、双方のコミュニケーション手段が確立されていないからであるという持論を実証すべく、自らドーピア行きを志願した。
地球にチャリティという恋人がいる。困難な事があると「自分は天才だ」と自らに言い聞かせるという、若干能天気な部分がある。
最初は経験不足と自分の常識が通用しないドーピアの環境から戸惑いを隠し切れていなかったが、二人の部下の助けによって徐々に人間として、そして指揮官として成長していく。
アムジ・アイラ
マヘルの操縦士。階級は一等兵。鷲鼻で、極めて口が上手く悪知恵が働き、もっぱらマヘルと自分たちがいかにしてサボるかという事に腐心している。かなりの酒好きであり、本書のタイトル「今宵、銀河を杯にして」は彼とミンゴ（と後にシャーマン少尉）の乾杯の音戸である。「たとえそれが偽物であっても、幻ではない」という独自の持論を持っている。
二等兵時代はタイプ12という戦車に乗っていたが、当時の車長がジッパーで陰茎を挟んでしまい「名誉の負傷」を遂げた際、その事を内密にして医務室から薬を持ち出したため、彼の計らいで一等兵に昇進した。
クアッシュ・ミンゴ
マヘルの火器管制士、大柄の黒人。階級は二等兵。悲観的な性格であり、常に悪い方向へと想像を膨らませる傾向がある。アムジとはマヘルに乗ってから以来のコンビであり、共に酒を飲み交わす仲。元は地球で印刷業関連の会社を経営していたが、会社が倒産してドーピア平和維持支援軍に入隊した。少年時代のトラウマから猫が苦手。
バルサム
第48装甲騎兵中隊の司令官。階級は大佐。マヘルには手を焼いており、マヘルを亡きものにしようと画策している。
メイプル
オーソロイドの町カーマナビルで酒造会社を営む、オーソロイドの若い女性。オーソリアンが残した酒蔵の調査をアムジたちに依頼する。

## メカニック・用語
マヘルシャラルハシバズ
エクセル64028型人工知能を搭載した戦車。識別番号840404。型式はDMT5 マークIIIで、「マヘル-シャラル-ハシ-バズ」（Mahershalalhashbas）の名はパーソナルネームであり、ヘブライ語で「戦利品へ急行せよ」を意味する。通称はマヘル。しかしその名は特に意図して付けられた物ではなく、アムジの「解りにくく長い名前を付けておけば、お偉方が何らかの手違いでマヘル関連のトラブルを引き起こすかもしれず、そうしたらマヘルと自分達はお偉方がトラブル処理に手間取っている間、戦場に出る事なく後方で堂々とサボれる」という考えによる物である。この作戦は成功し、第721連隊の指令コンピューターは発狂。アムジたちは13日間出撃を免れる事ができた。
作品の舞台は数千年後の未来であるが、その性能は現在の戦車を底上げした程度であり、特に現在の兵器体系を逸脱する物ではない。これは、過去のドーピアにおいて兵器を高度に自動化したところ、自らの存在意義を哲学的に思考し始めて役に立たなくなったためらしい。
重戦車とも呼ばれる大型戦車で、重量はドーピア上で60 t。乗員は3名で、その他に荷や4名の人員を搭乗させる事が可能なスペースを持つ。エンジンは主機として4,150馬力のタービンエンジンと、補機として650馬力の五ロータリーエンジンを搭載している。通常時の最高速度は150 km/hだが、アムジたちによって強制酸素供給装置を取り付けられており、これを使用する事によって、停車時から十数秒で秒速20 mを叩き出す事が可能である。また、水深6～7 mほどの深さの川ならば潜水して渡河することが可能。
武装は主砲である対空砲撃や連射も可能な75口径の長砲身砲1門の他、砲塔後部に位置する、砲塔とは独立して旋回する13mm連装対空ガトリング砲と、対軟標的用のリモコン機関銃が1基ずつ。その他にも煙幕発生装置や、対空ガトリング砲と連動する対空レーダーなどを有している。
実は、開発者が勝手に人工知能にEX99ITUなる回路を組み込んでおり、あるパスワードを入力するとその回路が起動し、感情を持った「ある物」（「狼」とも形容される）に変貌する。
ヴェクシレール
マヘルの三分の一ほどの大きさの小型の無人対空戦車。高性能な車両とされ、四連装の対空機関砲を装備している。ある程度の知能回路は搭載されているが、主にマヘルなどの他の戦車に管制されて行動する。グランパートを目指すマヘルに3両が随伴した。
タイプ12
マヘルより小型旧式の戦車。カバの様な形状をしている。
オーソリアン
最初にドーピアに入植した地球人。ある程度ドーピアの原理を掴んでいたようだが、現在は何らかの理由で全滅している。
オーソロイド
オーソリアンが作り出した人造人間。現在のドーピアの北半球を勢力圏においており、ドールロイドと共にドーピア平和軍を構成している。極めて好色であり、人間とは骨格の一部などが異なる。
ドールロイド
オーソロイドが制作したロボット。昆虫型ヒューマノイドといった形状をしている。ハードウェアは工場で生産されるが、ソフトウェアは二人のドールロイドの個体情報を混ぜ合わせ、新しいタイプの物を作り出して使用される。通常は人間やオーソロイドに忠実だが、ゲリラ活動を行っている「ドールロイドゲリラ」も存在する。
アコマディアン
ドーピアの原住生物。人間などの生命力が弱ると出現するため、死神にも例えられている。自らに対峙する物に擬態する性質を持つ。正体は石油のような黒い不定形の液体。
バシアン
地球人とドーピアの支配権を巡って争っている異星人。ドーピアの南半球を勢力圏に置いている。裸の猫のような姿をしたヒューマノイドであり、人類とのコミュニケーション手段は確立されていない。気象爆弾や酸化爆弾、対戦車円盤と言った兵器を使用する。
KS888CC+
ドーピア平和維持支援軍・第888航空攻撃旅団の指令コンピューター。参謀本部コンピューターと罵倒しあった末に軍を脱走し、現在では野良コンピューターとなっている。